# Dix Terne
Dix Terne (...) è un ex bobbista tedesco.

## Biografia
Ai campionati mondiali vinse una medaglia d'argento a Cortina d'Ampezzo 1954 nel bob a quattro con Michael Pössinger, Hans Rösch e Sylvester Wackerle.
In tale occasione, i loro connazionali Klaus Koppenberger, Theo Kitt, Lorenz Nieberl e Josef Grün ebbero la medaglia di bronzo, mentre l'oro andò agli svizzeri.
Vinse anche una medaglia di bronzo ai mondiali del 1953 con Hans Rösch, Michael Pössinger e Sylvester Wackerle, a pareggio con gli svedesi Kjell Holmström, Walter Aronsson, Nils Landgren e Jan Lapidoth.